# Osobní hranice
Osobní hranice (nebo vymezování osobních hranic) představují dovednost, která se stala populární od poloviny 80. let 20. století. Osobní hranice se tvoří změnou vlastního přístupu k mezilidským situacím, nikoli očekáváním, že se druzí přizpůsobí těmto hranicím.
Například pokud si jedinec stanoví osobní hranici, že nechce komunikovat s určitou osobou, vymezí ji tím, že se rozhodne s danou osobou nestýkat. Hranici prosazuje například odmítáním pozvánek na akce, kde by se tato osoba mohla vyskytovat, nebo odchodem z místnosti, pokud se daná osoba neočekávaně objeví. Respektování hranice tedy nevyžaduje souhlas protistrany či spolupráci ostatních. Vymezování osobních hranic se liší kladení ultimát, ačkoli ultimáta mohou být součástí tohoto procesu. Pojem „hranice“ je metaforou, kde „uvnitř hranic“ znamená přijatelné chování a „mimo hranice“ chování nepřijatelné. Koncept osobních hranic byl široce přijat v oblasti psychologie, avšak jeho univerzální použitelnost je předmětem diskusí.

## Typy osobních hranic
Osobní hranice jde rozdělit do třech kategorií:
- Fyzické osobní hranice: Ovlivňují náš osobní prostor a fyzický kontakt s ostatními. Každý člověk má individuální vnímání komfortní zóny, která může být ovlivněna kulturou, výchovou i konkrétním vztahem. Respektování těchto hranic znamená umožnit druhým cítit se bezpečně a nepřekračovat jejich limity. Zvláštní podkategorií fyzických hranic jsou hranice týkající se intimity a sexuality.
- Emoční osobní hranice: Chrání náš vnitřní svět emocí a citových prožitků. Každý člověk má právo rozhodovat, komu a za jakých okolností se svěří se svými pocity. Nastavení jasných hranic v mezilidských vztazích pomáhá předcházet manipulaci, citovému vydírání a narušování osobní pohody.
- Mentální osobní hranice: Týkají se našich myšlenek, přesvědčení a intelektuální autonomie. Každý má právo na vlastní názor a způsob uvažování, přičemž je klíčové umět své postoje jasně formulovat a zároveň respektovat postoje ostatních. Specifickou oblastí mentálních hranic jsou také osobní duchovní hranice, které se vztahují k individuálnímu nastavení v oblasti víry a spirituality.

## Vymezování osobních hranic
Osobní hranice určují, jak s námi ostatní zacházejí, a jejich správné nastavení pomáhá chránit vlastní pohodu a sebeúctu. Jasně vymezené hranice snižují stres a zlepšují kvalitu vztahů, zatímco jejich absence může vést k vyčerpání a frustraci.
- Sebepoznání a identifikace potřeb: Osobní hranice vycházejí z vědomí vlastních potřeb, hodnot a limitů.[3] Jejich vymezení často souvisí s tím, co jednotlivci vnímají jako přijatelné či nepřijatelné v mezilidských vztazích.
- Jasná a přímá komunikace: Vymezené hranice bývají nejúčinnější tehdy, jsou-li sděleny srozumitelně a věcně. [4] Přímé vyjadřování požadavků nebo nesouhlasu může přispět k větší předvídatelnosti a vzájemnému respektu mezi zúčastněnými.
- Důslednost a trpělivost: Změna zavedené dynamiky ve vztazích může vyžadovat čas. [5] Okolí nemusí na nově vymezené hranice reagovat okamžitě s porozuměním, přesto bývá jejich stabilní udržování považováno za důležité pro dlouhodobé fungování vztahů.
- Odpovědnost za vlastní prožívání: Nastavení hranic může někdy vést k napětí nebo nepochopení.[6] Přesto může být vnímáno jako způsob, jak reagovat na nepříjemné situace bez potřeby obviňovat druhé nebo potlačovat vlastní pocity.

## Vymezování osobních hranic s narcistou
Nastavení osobních hranic při jednání s jedincem s narcistickou poruchou osobnosti je nezbytné pro ochranu vlastního duševního zdraví a minimalizaci emoční újmy. Narcisté často projevují přehnaný pocit vlastní důležitosti, touhu po obdivu a nedostatek empatie, což může vést k manipulativnímu chování a ignorování potřeb ostatních. Je důležité tyto narcistické rysy rozpoznat a stanovit jasné, konkrétní a udržitelné hranice. Je dobré komunikovat tyto hranice asertivně a konzistentně, přičemž je nutné být připraven na možný odpor či pokusy o jejich překročení ze strany narcisty. V takových případech je nezbytné důsledně dodržovat stanovené důsledky za porušení hranic. Pokud je situace neudržitelná, může být zváženo omezení kontaktu nebo úplné přerušení kontaktu s danou osobou. Vyhledání podpory od přátel, rodiny nebo odborníků na duševní zdraví může poskytnout potřebnou pomoc a posílit schopnost udržet stanovené hranice. 